# Poecilopsetta plinthus
Poecilopsetta plinthus (лат.) — вид лучепёрых рыб из семейства пецилопсеттовые (Poecilopsettidae) отряда камбалообразных.
Максимальная длина тела 19 см. Длина верхней челюсти укладывается 3,4—3,9 раза в длину головы. Обитают в северо-западной части Тихого океана: Япония, Тайвань и Китай недалеко от Хайнаня. Также у берегов Филиппин и Южной Кореи. Донная субтропическая рыба, встречается на глубине 60—400 м, на песчано-илистых грунтах. Питается мелкими бентосными животными. Вид вне опасности, он безвреден для человека, объектом промысла не является.